# Station Bickley
Bickley is een spoorwegstation van National Rail in Bickley, London Borough of Bromley, Engeland. Het station is eigendom van Network Rail en wordt beheerd door Southeastern.

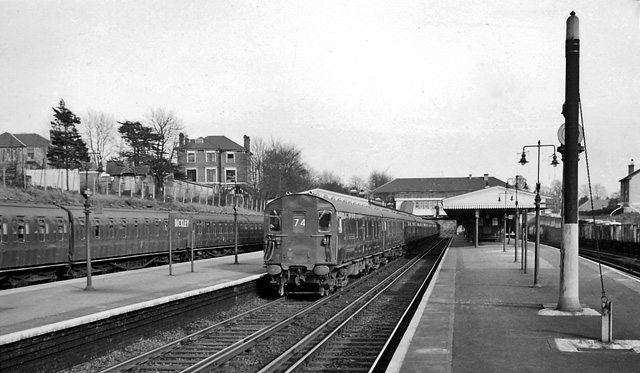
Station Bickley in 1961